# Davorin Bole
Davorin Bole, slovenski prevajalec in publicist, * 9. november 1833, Koče, Postojna, † 1902, Rusija.

## Življenje in delo
Na Dunaju je študiral klasično filologijo in prijateljeval z F. Erjavcem, S. Jenkom in I. Tuškom. Študij je opustil in pričel v Ljubljani trgovati z žitom. Proti koncu 60-tih let 19. stoletja se je ponovno pojavil na Dunaju in prijatljeval s J. Stritarjem, s katerim pa se je kasneje sprl zaradi slovenske dramatike. Za ljubljansko Dramatično društvo je iz nemščine prevedel pet veseloiger, od katerih sta dve enodejanki (Mutec, 1870 in Uskok, 1870) izšli v tisku. Konec leta 1870 je odpotoval v Rusijo, kjer je služboval kot srednješolski profesor in sodeč po člankih objavljenih v Novicah vnet pristaš carizma in sovražnik naprednih sil. Članke v Novice je pošiljal iz Kaluge. Kraj in točen datum njegove smrti nista znana.